# Bijelo polje
Bijelo polje (także Bjelopolje) – polje w Chorwacji, położone na terenie Krbavy i Liki.
Jest położone u podnóża Plješivicy. Jego wysokość bezwzględna waha się w przedziale 604–640 m n.p.m. Zajmuje powierzchnię 6,7 km². Na północnym zachodzie łączy się z Koreničkim poljem, od którego oddzielone jest wapiennym wzgórzem.
Przez polje przebiega droga z Karlovaca do Splitu. Jedyną osadą położoną na nim jest Bjelopolje.